# Anna Farisová
Anna Kay Farisová (nepřechýleně Faris; * 29. listopadu 1976 Baltimore, Maryland, Spojené státy americké) je americká herečka známá zejména díky svým komediálním rolím. Objevila se například v sérii filmů Scary Movie, dále ve filmech Ztraceno v překladu (2003), Domácí mazlíček (2008) Moje superbejvalka (2006), Méďa Béďa (2010), Co ty jsi za číslo? (2011), Dávám tomu rok (2013). Od roku 2013 hrála v seriálu Máma.

## Dětství
Narodila se v Baltimoreu v Marylandu instruktorce speciálního vzdělávání Karen Farisové a sociologovi pracujícím na University of Washington Jacku Farisovi. Má bratra Roberta, který je také sociologem a pracuje na University of California. Vyrostla v Edmondsu ve Washingtonu. Rodičejí v její kariéře podporovali. Poprvé profesionálně vystoupila v divadle již v 9 letech. Studovala anglickou literaturu na University of Washington.

## Kariéra
První významnější filmové role se dočkala v roce 1999 ve snímku Alej milenců. Prorazit se jí podařilo rolí Cindy Campbellové v hororové parodii Scary Movie. Přírodní blondýnka Anna Faris si kvůli této roli přebarvila vlasy na černo, aby byla více podobná Neve Campbell, jež hrála postavu ve filmu Vřískot, kterou Cindy Campbellová představovala. Tuto roli si herečka ještě čtyřikrát zopakovala.
Další popularitu získala rolí Ericy v seriálu Přátelé, matky, jejíž děti adoptují Chandler a Monica Bingovi v poslední řadě seriálu. Objevila se také v kritiky dobře přijatém snímku Ztraceno v překladu, kde ztvárnila herečku propagující akční filmy.
V roce 2005 si zahrála dvakrát ve filmu s Ryanem Reynoldsem, nejdříve v Hele kámo, kdo tu vaří? a potom v Miluji tě k sežrání. Pozornost širšího publika jí přinesla role ve filmu Zkrocená hora ve stejném roce. V dalším roce se vedle Umy Thurmanové a Lukea Wilsona objevila ve sci-fi komedii Moje superbejvalka.
V roce 2007 se objevila ve snímku Domácí mazlíček, jehož byla také výkonnou producentkou. Za tento film získala nominaci na MTV Movie Awards. Ve stejném roce se objevila jako host v seriálu Vincentův svět, kde hrála sama sebe.
V roce 2009 propůjčila svůj hlas hned dvěma postavám v animovaných filmech, nejdříve reportérce počasí Sam Sparksové ve snímku Zataženo, občas trakaře . Roli Jeanette Miller si zahrála ve filmech Alvin a Chipmunkové 2 a  Alvin a Chipmunkové 3.
V roce 2011 získala roli po boku Chrise Evanse Co ty jsi za číslo?. V roce 2012 si zahrála po boku Sacha Baron Cohena ve filmu Diktátor. Se svým manželem Chrisem Prattem si zahrála ve filmu Mládeži nepřístupno. V roce 2013 získala roli ve filmu Dávám tomu rok a znovu si zahrála roli Sam Sparks ve filmu Zataženo, občas trakaře 2. V roce 2013 získala roli Christy v seriálu stanice CBS Máma.

## Osobní život
Anna si v roce 2004 vzala Bena Indru, ale zažádala o rozvod v roce 2007. Na začátku roku 2007 potkala herce Chrise Pratta na natáčení filmu Noc je ještě mladá. Dvojice se zasnoubila o dva roky později. 9. července 2009 se vzali na Bali v Indonésii. Syn Jack se jim narodil v srpnu roku 2012.

## Filmografie
| Rok  | Název                                            | Role                 | Poznámky                   |
| ---- | ------------------------------------------------ | -------------------- | -------------------------- |
| 1996 | Eden                                             | Dithy                |                            |
| 1999 | Alej milenců                                     | Jannelle Bay         |                            |
| 1999 | Skanks                                           | Dawn                 |                            |
| 2000 | Scary Movie                                      | Cindy Campbellová    |                            |
| 2001 | Scary Movie 2                                    | Cindy Campbellová    |                            |
| 2002 | May                                              | Polly                |                            |
| 2002 | Žába k zulíbání                                  | April                |                            |
| 2003 | Nejlepší je to na sněhu                          | Justine              |                            |
| 2003 | Ztraceno v překladu                              | Kelly                |                            |
| 2003 | Scary Movie 3                                    | Cindy Campbellová    |                            |
| 2005 | Southern Belles                                  | Belle Scott          |                            |
| 2005 | Hele kámo, kdo tu vaří?                          | Serena               |                            |
| 2005 | Zkrocená hora                                    | Lashawn Malone       |                            |
| 2005 | Miluji tě k sežrání                              | Samantha Jamesová    |                            |
| 2006 | Scary Movie 4                                    | Cindy Campbellová    |                            |
| 2006 | Moje superbejvalka                               | Hannah Lewis         |                            |
| 2006 | Guilty Hearts                                    | Jane Connelly        |                            |
| 2007 | Chechták                                         | Jane F.              |                            |
| 2007 | Maminčin mazánek                                 | Nora Flannigan       |                            |
| 2008 | Domácí mazlíček                                  | Shelley Darlingson   | rovněž výkonná producentka |
| 2009 | Vše, co jste kdy chtěli vědět o cestování v čase | Cassie               |                            |
| 2009 | Zevlovat a prudit                                | Brandi               |                            |
| 2009 | Zataženo, občas trakaře                          | Sam Sparks (hlas)    |                            |
| 2009 | Alvin a Chipmunkové 2                            | Jeanette (hlas)      |                            |
| 2010 | Méďa Béďa                                        | Rachel               |                            |
| 2011 | Noc je ještě mladá                               | Wendy Franklin       |                            |
| 2011 | Co ty jsi za číslo?                              | Ally Darling         | rovněž výkonná producentka |
| 2011 | Alvin a Chipmunkové 3                            | Jeanette (hlas)      |                            |
| 2012 | Diktátor                                         | Zoey                 |                            |
| 2013 | Dávám tomu rok                                   | Chloe                |                            |
| 2013 | Zataženo, občas trakaře 2                        | Sam Sparksová (hlas) |                            |
| 2013 | Mládeži nepřístupno                              | Julie                |                            |
| 2014 | 22 Jump Street                                   | Kadetka akademie     | Cameo                      |
| 2015 | Alvin a Chimpunkové: Čiperná jízda               | Jeanette (hlas)      |                            |
| 2016 | Keanu - Kočičí gangsterka                        | Sama sebe            | Cameo                      |
| 2017 | Emoji ve filmu                                   | Jailbreak (hlas)     |                            |
| 2018 | Manžel na zkoušku                                | Kate                 |                            |

| Rok        | Název                        | Role        | Poznámky              |
| ---------- | ---------------------------- | ----------- | --------------------- |
| 1991       | Deception: A Mother's Secret | Liz         | televizní film        |
| 2002-2004  | Tatík Hill a spol.           | Lisa (hlas) | 2 díly                |
| 2004       | Přátelé                      | Erica       | vedlejší role, 5 dílů |
| 2005       | Blue Skies                   | Sarah       | televizní film        |
| 2007       | Vincentův svět               | Sama sebe   | 3 díly                |
| 2008; 2011 | Saturday Night Live          | Sama sebe   | 2 díly                |
| 2013–2020  | Máma                         | Christy     | hlavní postava        |
| 2017–dosud | Marcus Level                 | Ephi (hlas) | od 2. řady            |